# Rhipidocephala semitestacea
Rhipidocephala semitestacea là một loài ruồi trong họ Asilidae. Rhipidocephala semitestacea được Loew miêu tả năm 1863.